# Přírodní park Řehořkovo Kořenecko
Řehořkovo Kořenecko je přírodní park v okrese Blansko.

## Historie
K prvnímu vyhlášení došlo v roce 1992, tehdy v kategorii klidová oblast. Za přírodní park bylo Řehořkovo Kořenecko vyhlášeno v roce 2000.
Původní plán počítal s vyhlášením na území okresů Blansko a Prostějov v malé části okolo Horního Štěpánova , k vyhlášení nakonec došlo v mírně menším rozsahu pouze v prvním jmenovaném. Celková rozloha tak činí 23,14 km².
Tato oblast je pojmenována podle místního umělce Františka Řehořka (1890-1982), který mimo jiné zobrazoval zdejší krajinu ve svých malbách.

## Příroda
Oblast spadá do 5. jedlobukového vegetačního stupně. Polovinu území je porostlá lesy, které jsou však z větší části zastoupeny smrkovou monokulturou, zbylá část je zemědělsky obhospodařována. Zbytky bučin lze nalézt na Mojetínském hřbetu.
Mezi samotou Pilka a osadou Melkov stojí kolem vyasfaltované lesní cesty Melkovská alej, která se v roce 2015 umístila na druhém místě v soutěži Alej roku.

### Maloplošná chráněná území
Z maloplošných chráněných území jsou zastoupeny Pavlovské mokřady a Horní Bělá. Těsně za hranicí se dále nachází Uhliska, Pod Švancarkou, Pohorská louka, V chaloupkách a Lipovské upolínové louky.
Za zmínku též stojí významné krajinné prvky Kocourov a Prameniště Bělé.

## Památky

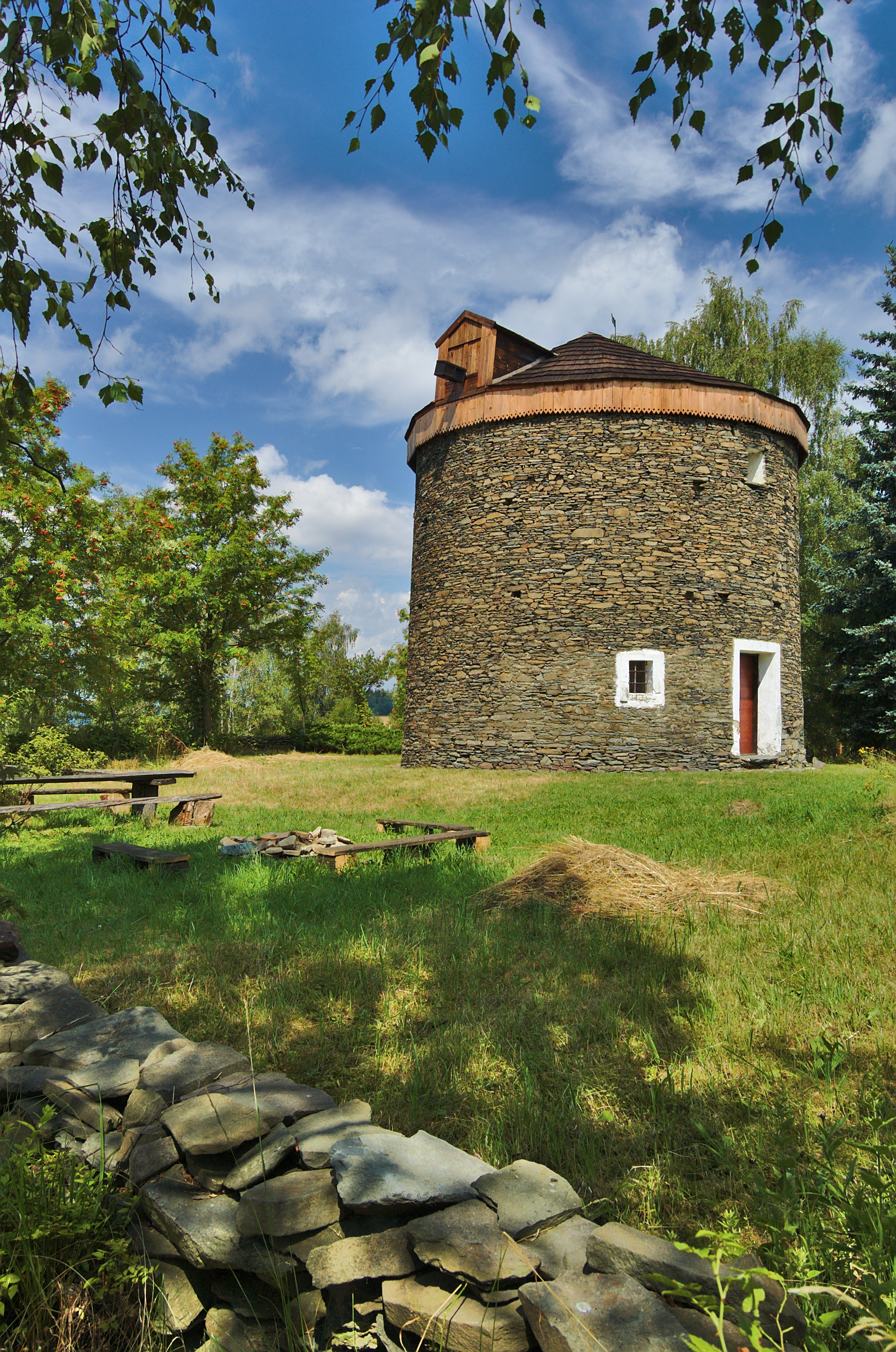
Mlýn Kořenec

V obci Kořenec se nachází zachovalý větrný mlýn holandského typu.
Na Benešově stojí kostel Povýšení svatého Kříže.

## Geografie

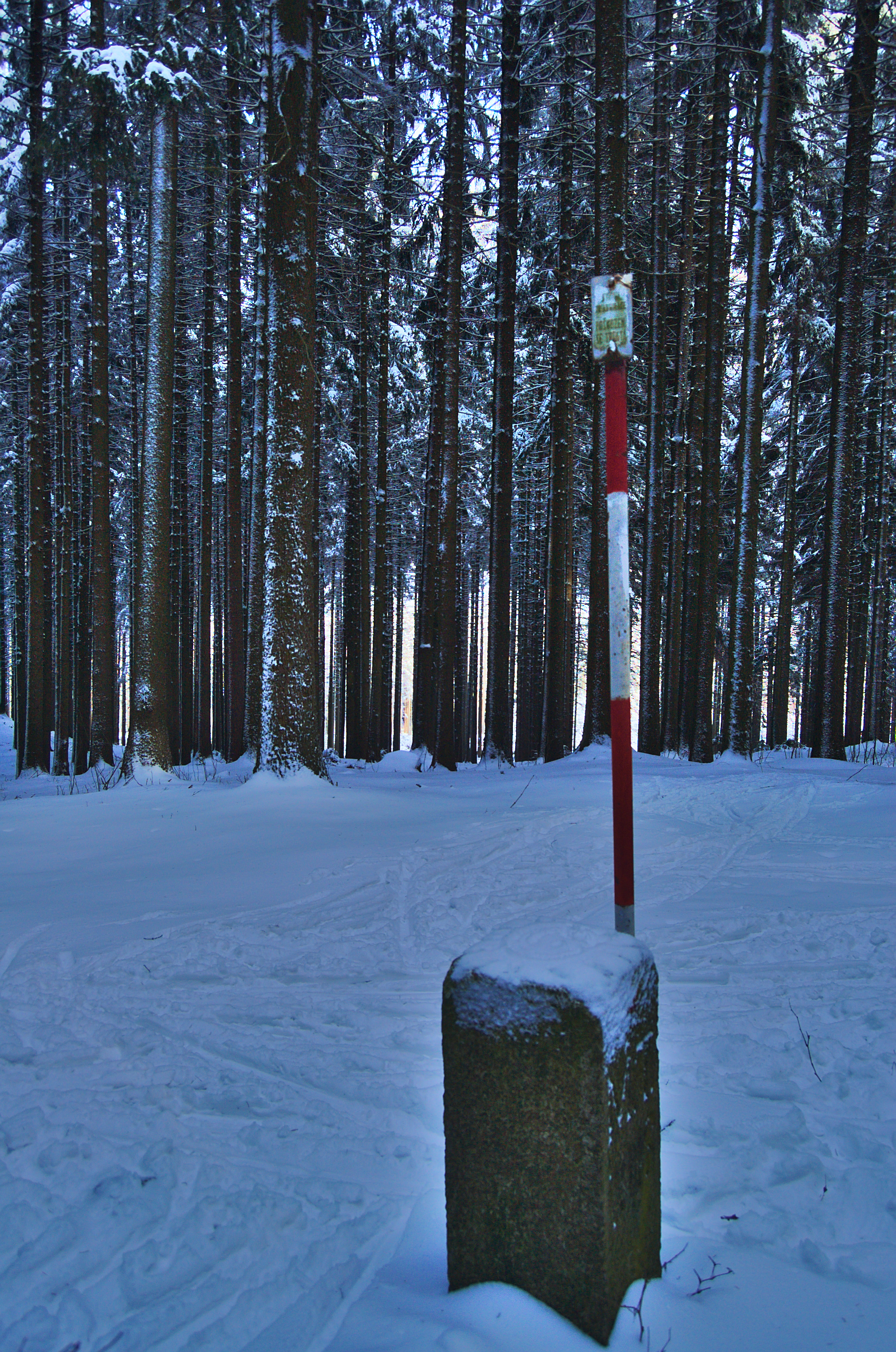
Vrchol Paprč, nejvyšší bod s výškou 721 m n. m.

Oblast leží z větší části na území Protivanovské planiny, ze severu ji ohraničuje Konická planina a za hlubokým údolím říčky Bělé se zvedá Mojetínský hřbet.
Do přírodního parku zasahují katastry obcí Kořenec, Benešov, Okrouhlá, Knínice a Šebetov, stojí tu také osady Pavlov, Melkov a samota Pilka.
Nejvyšším vrcholem je Paprč, který dosahuje 721 m n. m.

## Geologie
Podloží je tvořeno drobami, slepenci a břidlicemi, nad nimi se v různých místech i přes provedené meliorační práce stále nacházejí podmáčené půdy.

## Hydrologie

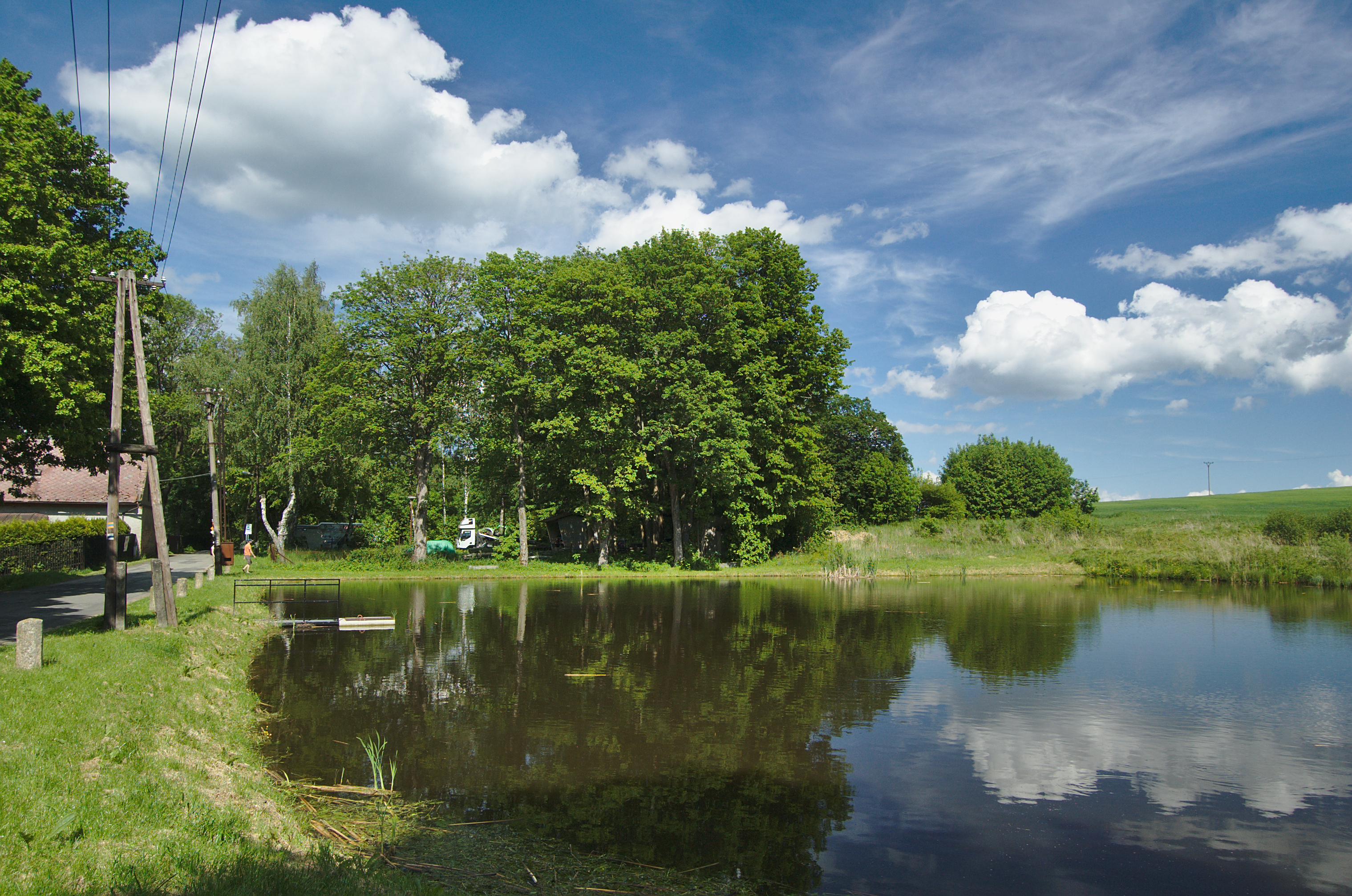
Rybník v Pavlovském Dvoře

Hlavní sběrnicí vody je říčka Bělá, která pramení v jihovýchodní části parku, poté teče severně přes osadu Pavlov, odkud protéká skrze Pavlovské mokřady, kde napájí několik rybníků a sbírá vodu z tamějších rašelinišť. Poté teče dále na sever, kde u obce Horní Štěpánov tvoří severní hranici parku a po stočení k jihu jeho západní hranici. Zde protéká skrze přírodní památku Horní Bělá. Řehořkovo Kořenecko opouští Bělá v jeho jihozápadním cípu, když se vlévá do vodní nádrže Boskovice. Na území parku se do ní u přírodní památky Horní Bělá vlévá Podhora a u osady Melkov vtéká Benešovský potok s přítokem Višňového potoka.
Na východní hranici pramení množství dalších toků, například Okluka, Bukový potok, Zábrana či Žďárná.
Okolo Pavlovského dvora se nachází několik rybníků. Kvůli vysychání oblasti byly v roce 2015 provedeny záchranné práce, v rámci kterých byl odbahněn Červený rybník a postaven nový, dvouhektarový rybník. Další vodní plocha se nachází u osady Melkov, jižně od ní se již za hranicí rozkládá vodní nádrž Boskovice.
Na území dnešní přírodní rezervace Pavlovské mokřady se dříve těžila rašelina, na začátku 60. let intenzivně. Kvůli tomu byla oblast odvodněna a z biologického hlediska značně znehodnocena. Dnes se v místě nachází pouze zbytky rašelinišť a jezírka vzniklá těžbou.

## Fotogalerie

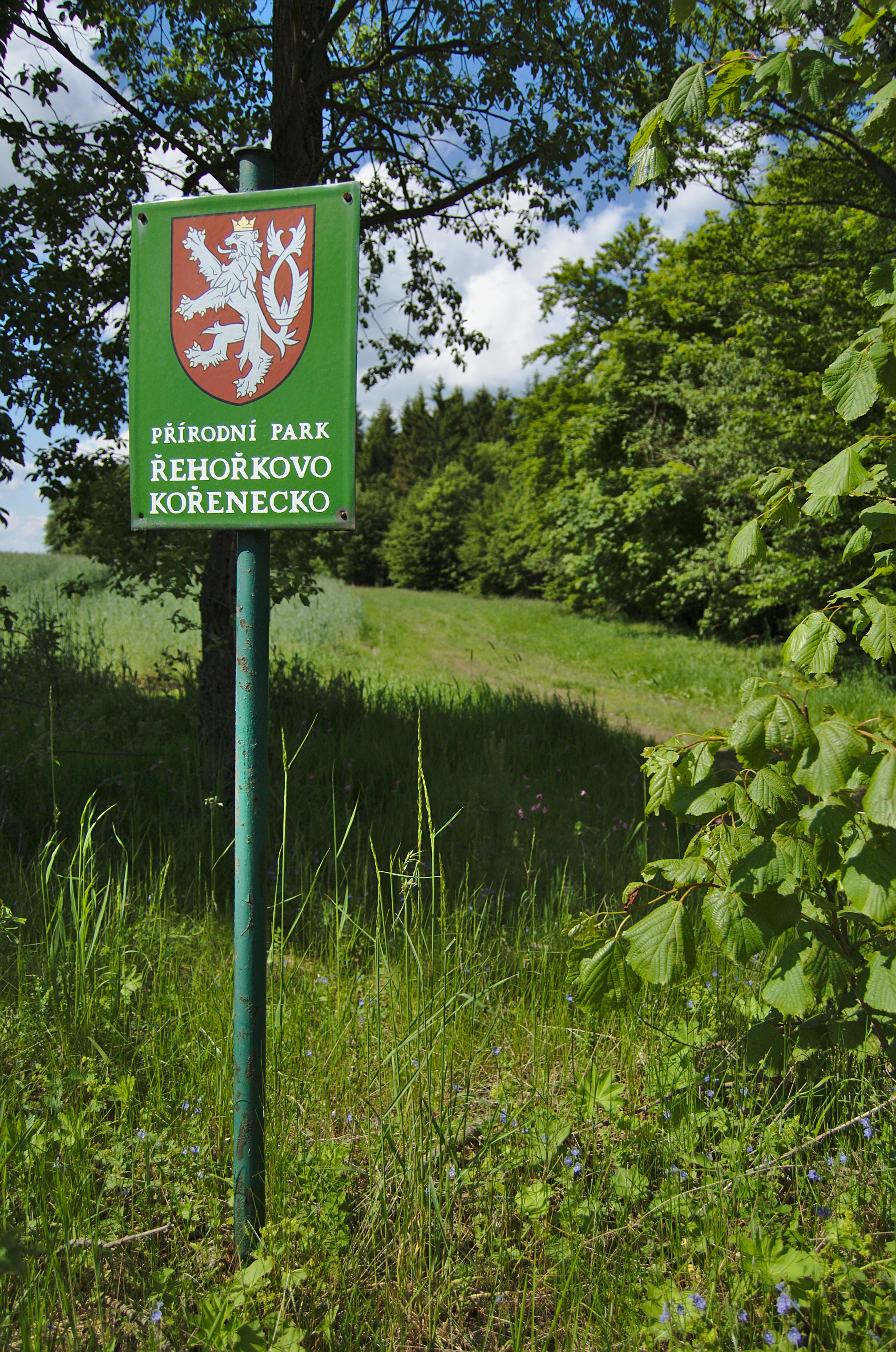
Cedule
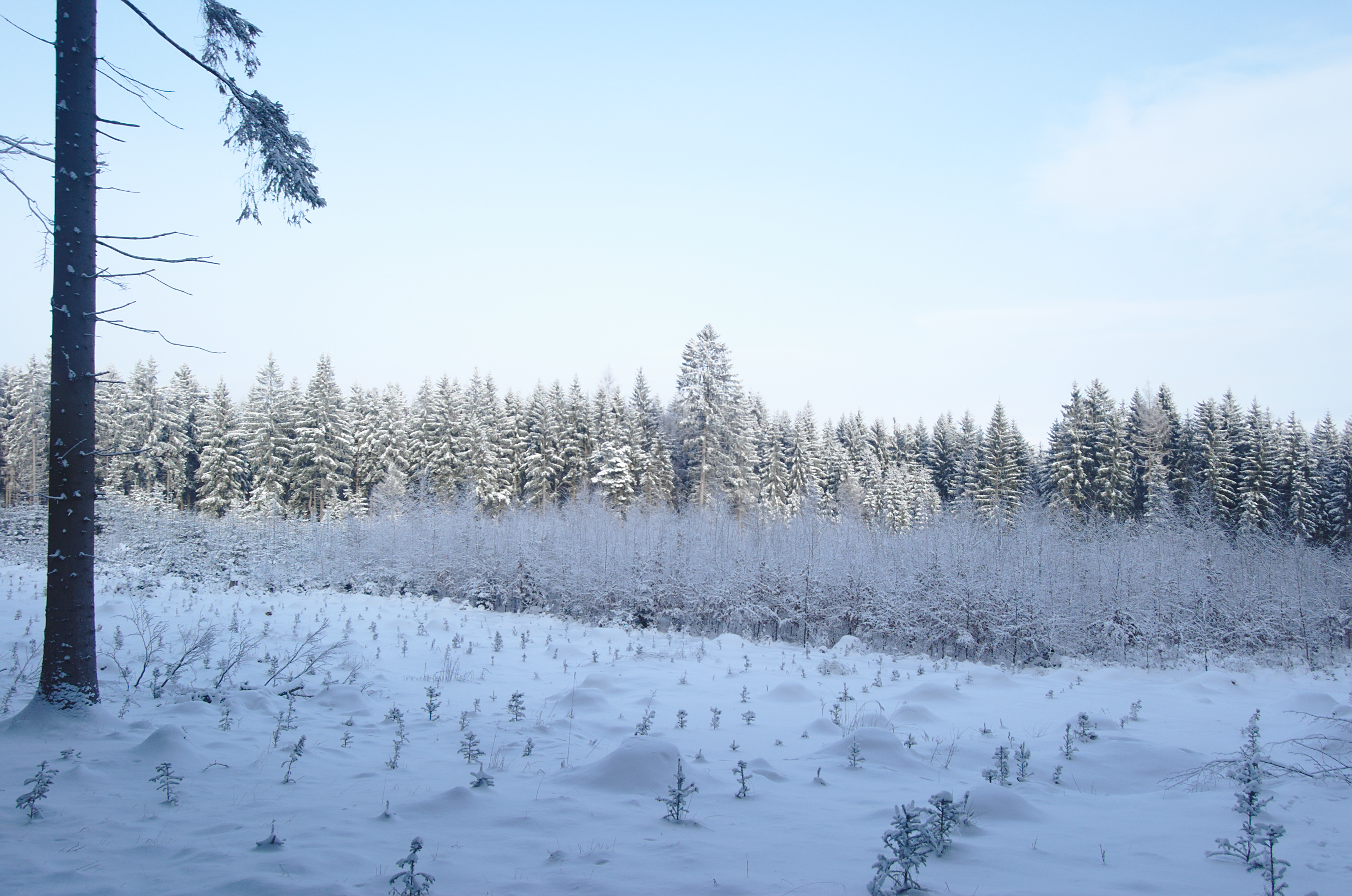
Les mezi Kořencem a Benešovem
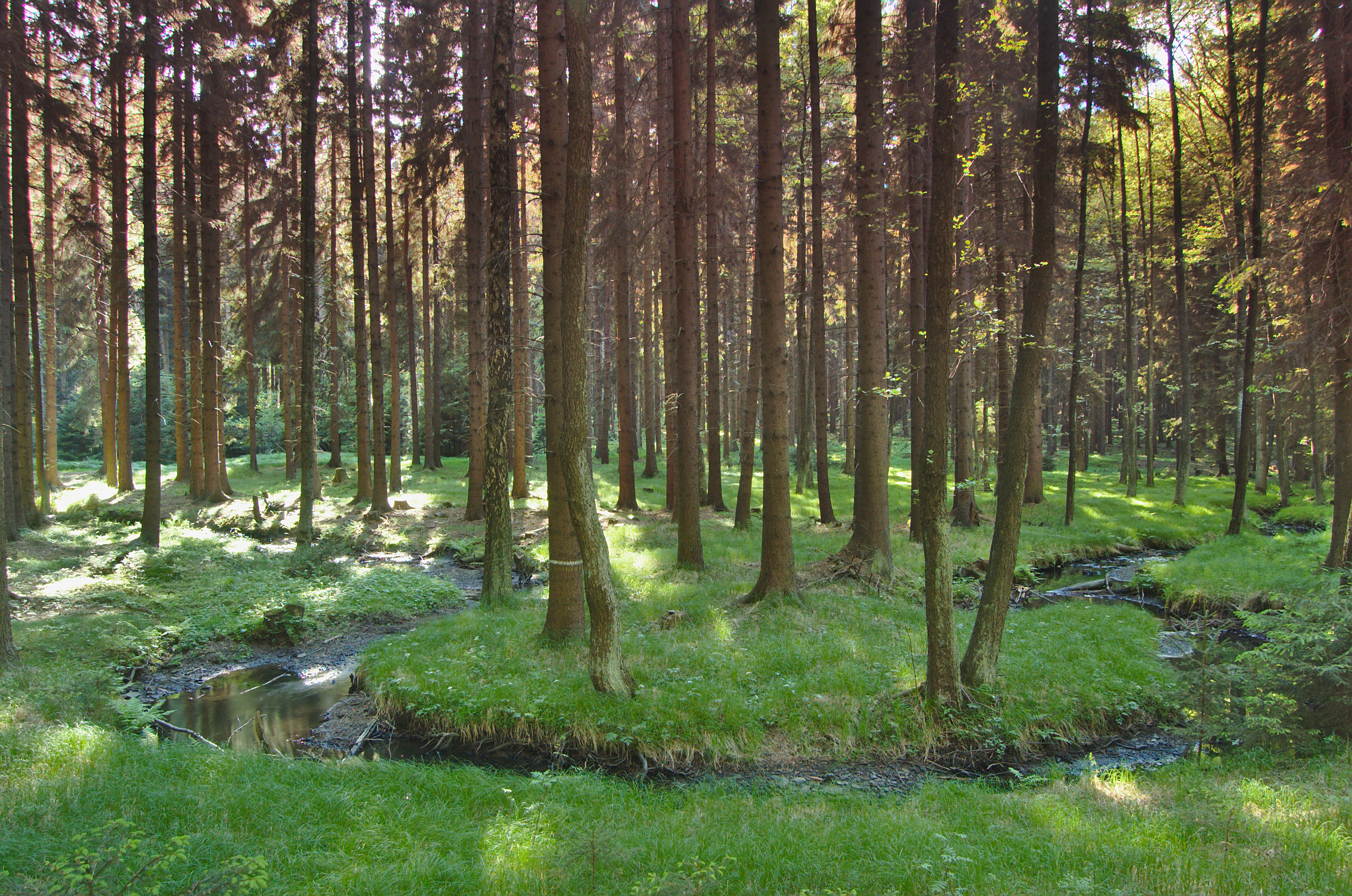
Meandry na horním toku Bělé
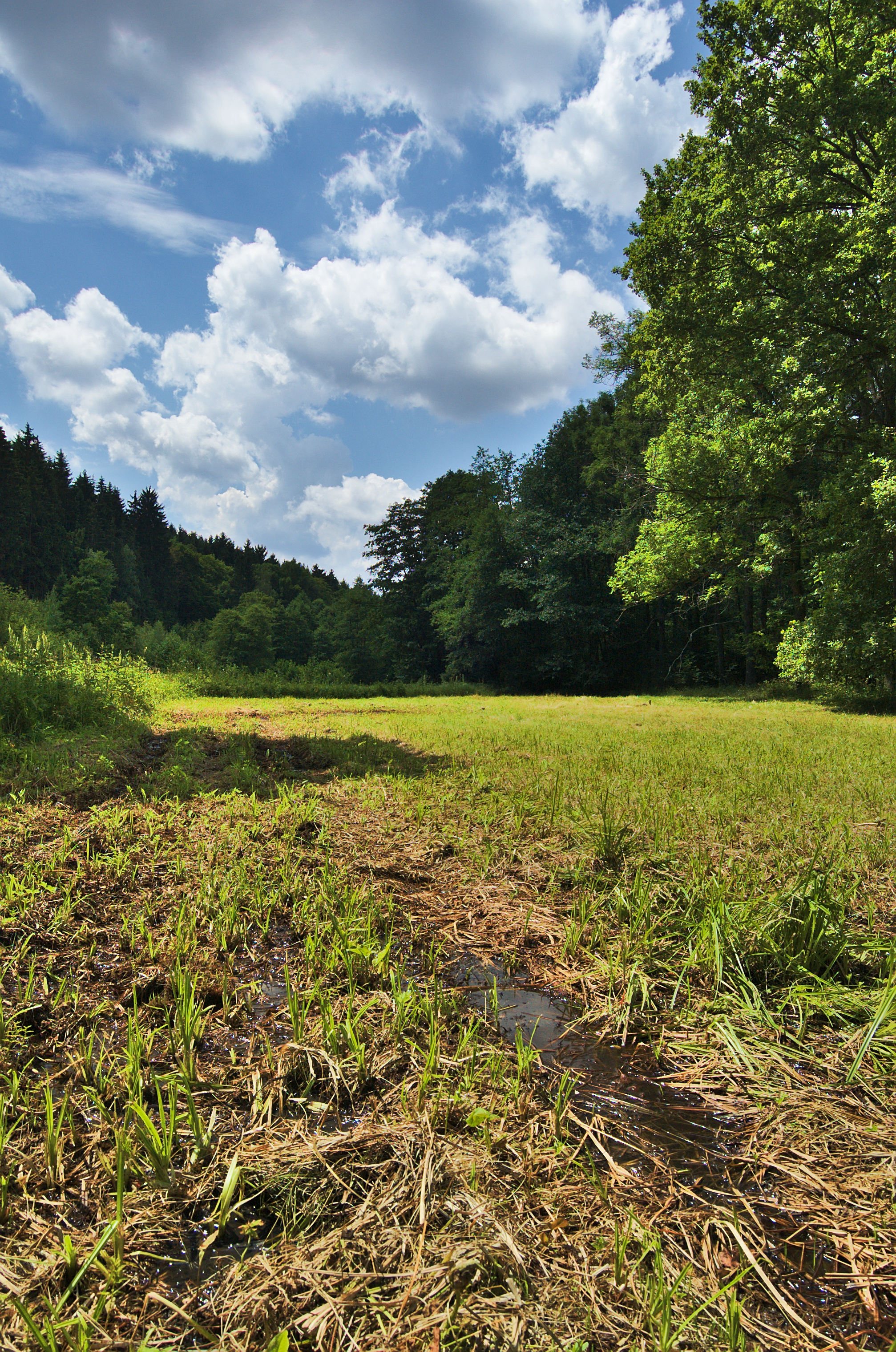
Přírodní památka Horní Bělá
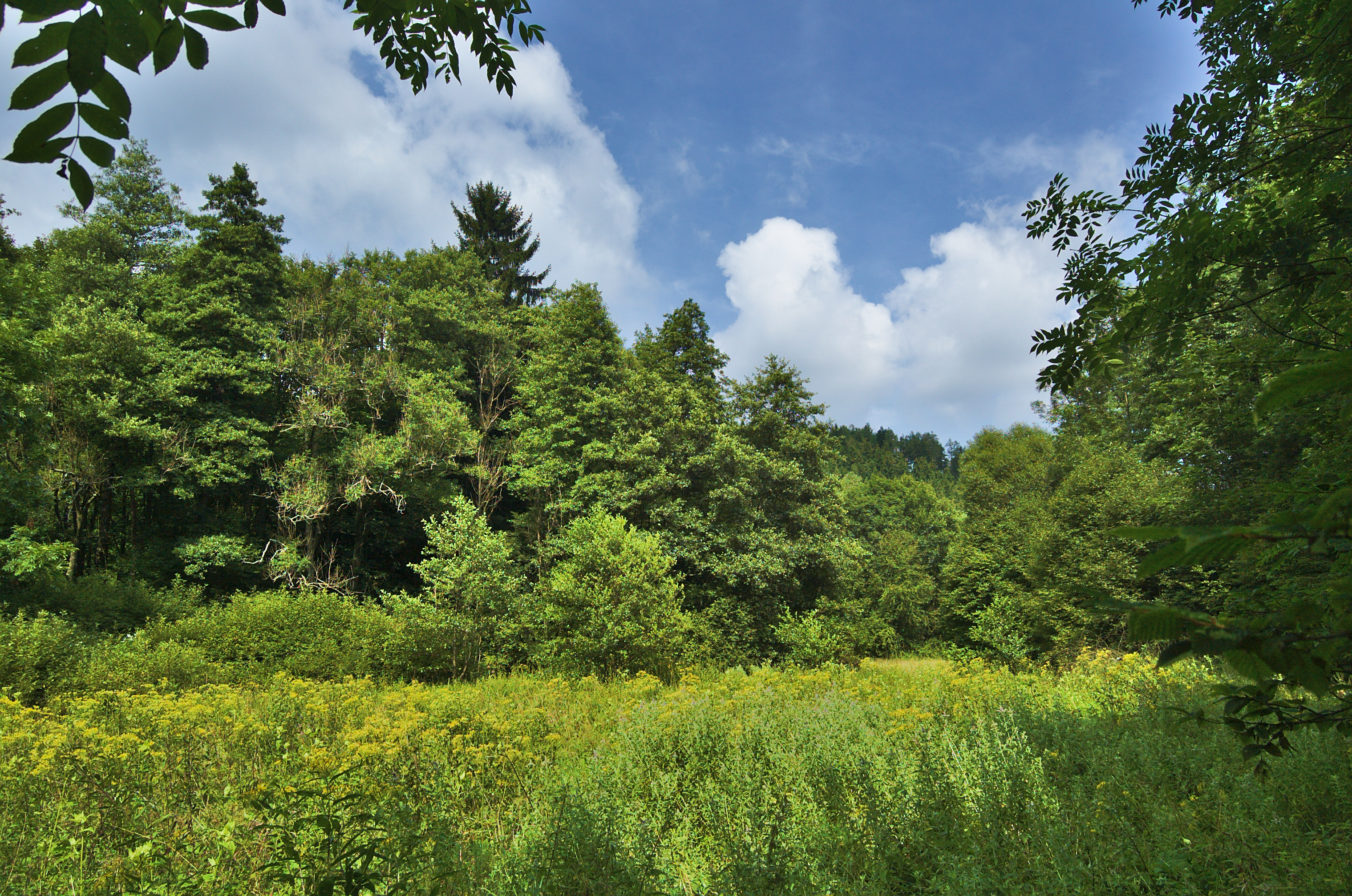
Rozhraní přírodní rezervace Pod Švancarkou a přírodní památky Horní Bělá
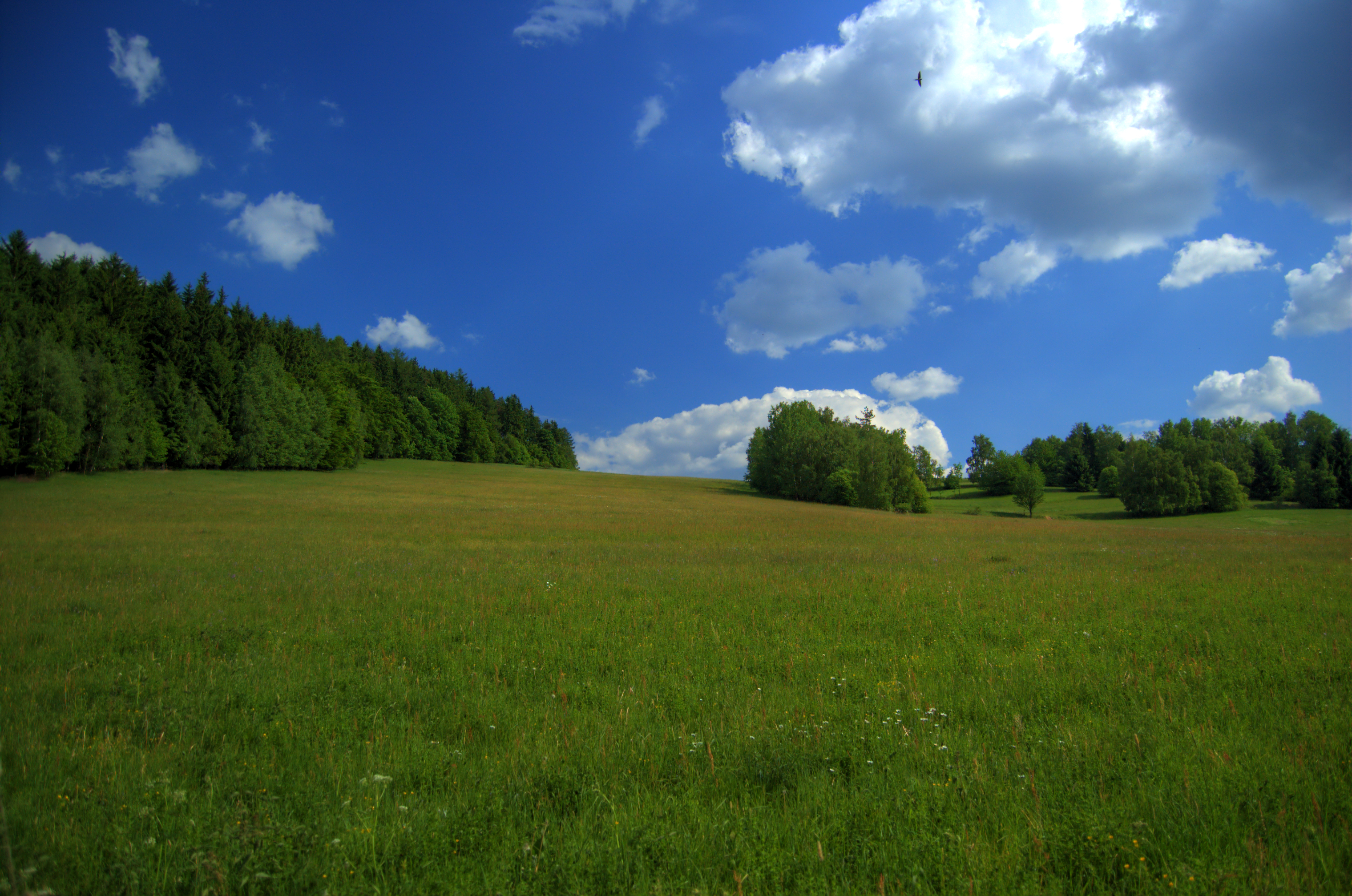
Přírodní park Řehořkovo Kořenecko - pohled směrem na Kořenec od PP Horní Bělá
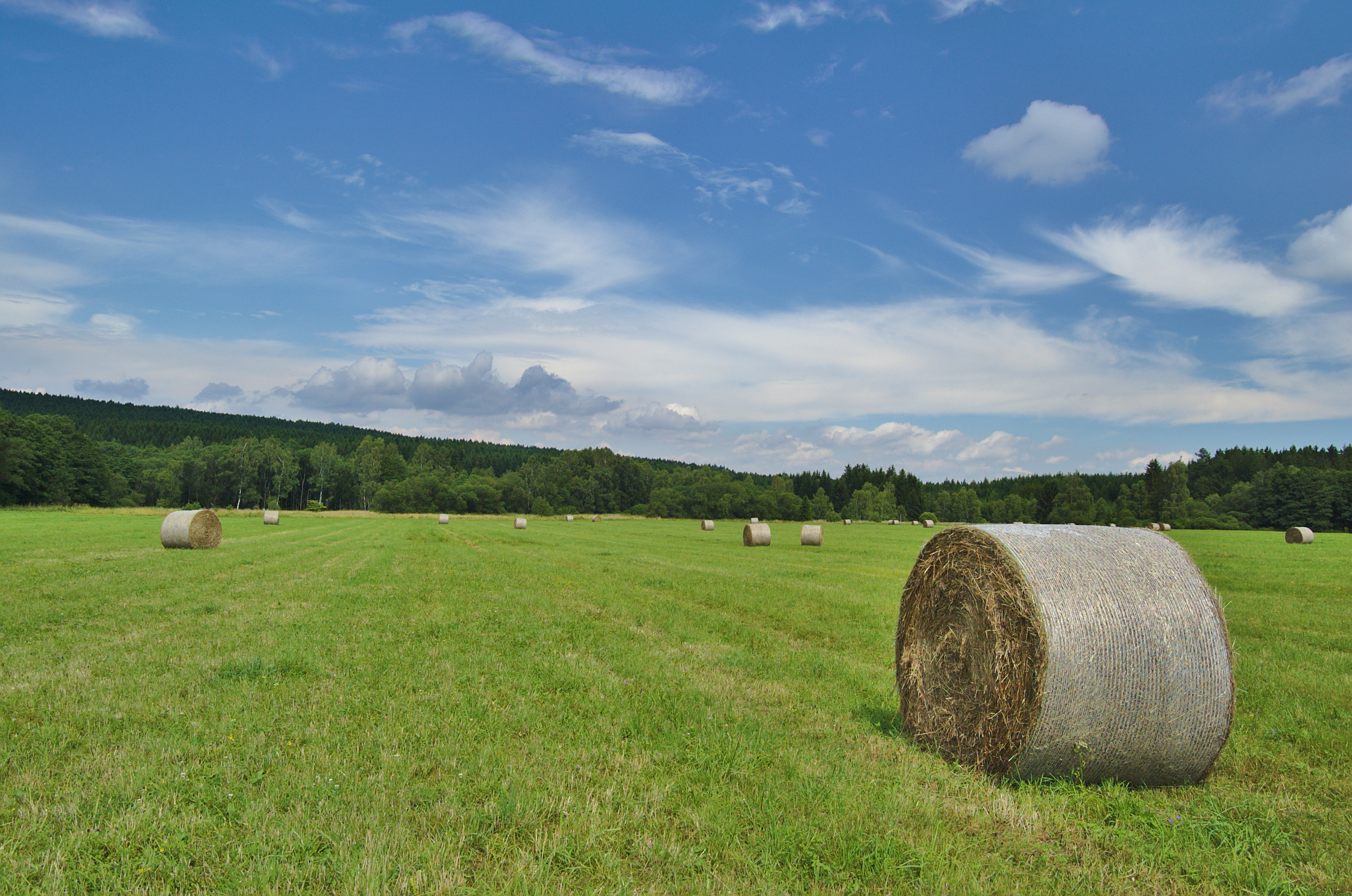
Přírodní rezervace Pavlovské mokřady